# マザー (ジョン・レノンの曲)
「マザー」(英語: Mother)は、1970年に発表されたジョン・レノンの楽曲。ビートルズ解散後初のソロ・アルバムである『ジョンの魂』のオープニング曲で、シングルとしても発売された。

## 解説
レノンは、1940年10月9日にリバプールで船員として働いていた父アルフレッド・レノンと母ジュリアとの間の子として誕生したが、父はレノンが物心付く前に蒸発し、母は別の男性と同棲を始めたため、彼はジュリアの姉のミミ夫婦に預けられた。その後、1958年7月15日にジュリアは、非番の警察官が運転する車にはねられ、亡くなっている。これらの体験によって負わされた心の傷を原初療法という精神療法によって炙り出された作品である。
レノンは本作のシングル発売を商業的な面から疑問に思っており、「ラヴ」をシングルとして出すことも検討していたという。
アメリカと日本でシングルとして発表された（B面はオノ・ヨーコの「ホワイ」）。アメリカでは放送禁止に指定され、その影響からビルボードのチャートでは最高43位にとどまっている。

## 演奏時間の違い
アルバムに収録された際の時間は5分35秒。シングル・バージョンでは冒頭に入っている鐘の音がカットされ、さらにアウトロのリフレインの回数が少なくなっているために約3分53秒と短縮されている。ベストアルバム「レノン・レジェンド〜ザ・ヴェリー・ベスト・オブ・ジョン・レノン」には、シングル・バージョンの音源が収録されており、 （Single Edit）の記載がされている。
生前に発売されたベストアルバム『シェイヴド・フィッシュ〜ジョン・レノンの軌跡』には、アルバムに収録されたバージョンのアウトロのリフレイン回数を少々減らしたバージョンが収録されており、そちらは5分5秒である。
シングルバージョンを収録したシングル盤を発売した国(アメリカ、ニュージーランド等)とアルバムバージョンを収録したシングル盤を発売した国(日本、ポルトガル等)に分かれる。

## クレジット
- ジョン・レノン - リード・ボーカル、ピアノ
- リンゴ・スター - ドラムス
- クラウス・フォアマン - ベース

## 収録アルバム
- ジョンの魂
- ライヴ・イン・ニューヨーク・シティ
- イマジン (オリジナル・サウンドトラック)
- シェイヴド・フィッシュ〜ジョン・レノンの軌跡
- レノン・レジェンド〜ザ・ヴェリー・ベスト・オブ・ジョン・レノン

## カバー
- バーブラ・ストライサンド(1971年)アルバム『バーブラ・ジョーン・ストライザンド』に収録された[3]。

- Acid Test(2001年)　Mr.Childrenの桜井和寿と田原健一、音楽プロデューサーの小林武史 によって結成されたユニット。同年10月9日に行われた『Dream Power ジョン・レノン スーパー・ライヴ 2001』で本曲のカバーを披露、改めてレコーディングされた音源が同年の12月14日から翌年2002年の1月31日まで街角のダウンロード端末「MUSIC DELI」にて配信された。最終的なダウンロード数は約2万3000ダウンロードを記録した[4]。その後、2005年9月30日に発売されたトリビュート・アルバム『HAPPY BIRTHDAY,JOHN』に収録された。